# NGC 1209
NGC 1209 est une galaxie elliptique située dans la constellation de l'Éridan. Elle a été découverte par l'astronome germano-britannique William Herschel en 1785.

## Caractéristiques

### Distance
Sa vitesse par rapport au fond diffus cosmologique est de 2 427 ± 22 km/s, ce qui correspond à une distance de Hubble de 35,8 ± 2,5 Mpc (∼117 millions d'al).
À ce jour, 18 mesures non basées sur le décalage vers le rouge (redshift) donnent une distance de 32,994 ± 7,753 Mpc (∼108 millions d'al), ce qui est à l'intérieur des valeurs de la distance de Hubble.

### Morphologie
NGC 1209 a été utilisée par Gérard de Vaucouleurs comme une galaxie de type morphologique E+6 dans son atlas des galaxies,.
NGC 1209 est une galaxie LINER, c'est-à-dire une galaxie dont le noyau présente un spectre d'émission caractérisé par de larges raies d'atomes faiblement ionisés.

## Groupe de NGC 1199
NGC 1209 fait partie d'un groupe de galaxies d'au moins 6 membres, le groupe de NGC 1199. Outre NGC 1209 et NGC 1199, les quatre autres galaxies du groupe sont IC 276, NGC 1114, NGC 1189 et MCG -3-8-45.